# Michael Boroš
Michael Boroš (* 9. srpna 1992) je český cyklokrosař závodící za český kontinentální tým Elkov Kasper. Po dvou druhých a jednom třetím místě získal na Mistrovství ČR v cyklokrosu 2017 v Hlinsku titul mistra republiky, který obhájil i v roce 2018 a 2019.